# Бретјејовце
Бретјејовце (слч. Bretejovce) насељено је мјесто са административним статусом сеоске општине (слч. obec) у округу Прешов, у Прешовском крају, Словачка Република.

## Становништво
| Година:    | 1994. | 2004.   | 2014.   | 2024.    |
| ---------- | ----- | ------- | ------- | -------- |
| Број људи: | 377   | 376     | 386     | 472      |
| Разлика:   |       | -0,26 % | +2,65 % | +22,27 % |

| Година:    | 2023. | 2024.   |
| ---------- | ----- | ------- |
| Број људи: | 471   | 472     |
| Разлика:   |       | +0,21 % |

Према подацима о броју становника из 2024. године насеље је имало 472 становника.